# Satellite FC
Satellite Football Club – gwinejski klub piłkarski, grający w pierwszej lidze, mający siedzibę w mieście Konakry, stolicy kraju.

## Historia
Klub został założony w 2000 roku, a już rok później występował w pierwszej lidze Gwinei. W 2002 roku został mistrzem kraju, a sukces ten powtórzył w 2005 roku. Rok później zdobył swój pierwszy Puchar Gwinei. W 2008 roku sięgnął po niego po raz drugi.

## Sukcesy
- Guinée Championnat National[1]:
  - mistrzostwo (2): 2002, 2005.

- Puchar Gwinei[2]:
  - zwycięstwo (2): 2006, 2008.

## Występy w afrykańskich pucharach
| Sezon | Rozgrywki           | Runda   | Kraj                     | Klub                    | Dom | Wyjazd | Dwumecz |
| ----- | ------------------- | ------- | ------------------------ | ----------------------- | --- | ------ | ------- |
| 2002  | Puchar CAF          | 1       | Ghana                    | Obuasi Goldfields       | 2–1 | 3–4    | 5–5     |
| 2002  | Puchar CAF          | 2       | Rwanda                   | Rayon Sports FC         | 2–4 | 3–2    | 5–6     |
| 2003  | Puchar Mistrzów     | 1       | Nigeria                  | Enyimba FC              | 2–5 | 0–3    | 2–8     |
| 2006  | Puchar Mistrzów     | wstępna | Mali                     | Stade Malien            | 2–2 | 0–3    | 2–5     |
| 2007  | Puchar Konfederacji | wstępna | Gwinea Bissau            | Sport Bissau e Benfica  | –   | 3–1    | 3–1     |
| 2007  | Puchar Konfederacji | 1       | Tunezja                  | Club Sportif Sfaxien    | 1–3 | 0–4    | 1–7     |
| 2008  | Puchar Konfederacji | wstępna | Liberia                  | Monrovia Black Star FC  | 3–0 | 0–0    | 3–0     |
| 2008  | Puchar Konfederacji | 1       | Mali                     | Djoliba Athletic Club   | 0–1 | 0–2    | 0–3     |
| 2009  | Puchar Konfederacji | wstępna | Wybrzeże Kości Słoniowej | Jeunesse Club d’Abidjan | 1–2 | 1–3    | 2–5     |

## Stadion
Domowe mecze klub rozgrywa na stadionie o nazwie Stade 28 Septembre w Konakry. Stadion może pomieścić 36000 widzów.